# 中国科学院计算技术研究所
中国科学院计算技术研究所（简称“中科院计算所”）是中国科学院下属的计算机科学技术研究机构，成立于1956年，是中国第一个专门从事计算机领域研究的专门机构。所址位于北京市海淀区中关村，并建有苏州、上海、烟台等多个分所（分部）。现任所长为陈熙霖研究员。
计算所有处理器芯片全国重点实验室、中国科学院智能信息处理重点实验室、中国科学院网络数据科学与技术重点实验室等13个研究实体。
计算所自1960年起开展研究生教育，是中国首批博士、硕士学位授予点。目前在读研究生人数约为1000人。

## 历史
中科院计算所1956年成立时租用西苑大旅社（今西苑饭店）3号楼作为办公和实验室的临时驻地，1958年2月迁至中关村。
计算所曾陆续分离出中国科学院微电子研究所、计算中心、软件研究所和计算机网络信息中心等多个研究机构，以及联想、曙光、龙芯、寒武紀等高技术企业。

## 科研部门

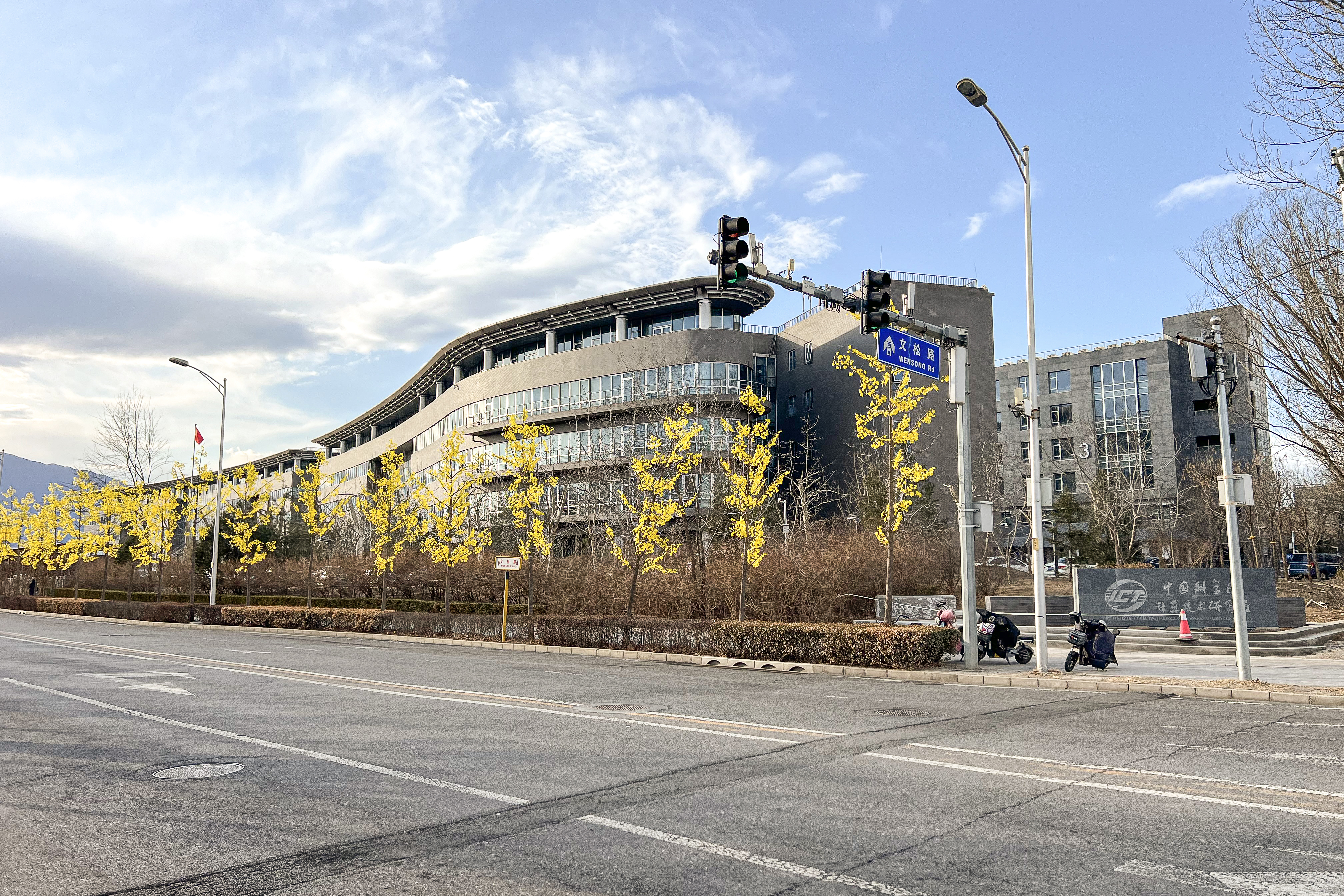
计算所环保园园区

- 处理器芯片全国重点实验室
- 微处理器研究中心
- 智能处理器研究中心
- 高性能计算机研究中心
- 高通量计算机研究中心
- 先进计算机系统研究中心
- 智能计算机研究中心
- 网络数据科学与技术重点实验室
- 智能算法安全重点实验室
- 网络技术研究中心
- 无线通信技术研究中心
- 装备智能系统研究中心
- 分布式系统研究中心
- 智能信息处理重点实验室
- 泛在计算系统研究中心
- 前瞻研究实验室

## 重要成果
- 1956年，中国第一台通用数字电子计算机——103机
- 1993年至2008年，曙光系列超级计算机（其后成立中国曙光信息产业有限公司）
- 2002年，中国首枚通用CPU芯片——龙芯

## 相关人物
- 华罗庚，筹备委员会主任委员
- 李国杰，首席科学家，曾任所长，中国工程院院士
- 柳传志，作为人事干部被科学院委任为所长，以联想集团代管上级机构计算所（“儿子管老子”）并占有国家无偿划拨给计算所的8万平方米科研用地后用于联想集团地产开发牟利
- 夏培肃，研究员，中国科学院院士
- 倪光南，研究员，中国工程院院士
- 周寿宪